# NGC 5172
NGC 5172 је спирална галаксија у сазвежђу Береникина коса која се налази на NGC листи објеката дубоког неба.
Деклинација објекта је + 17° 3' 6" а ректасцензија 13h 29m 19,0s. Привидна величина (магнитуда) објекта NGC 5172 износи 11,8 а фотографска магнитуда 12,6. Налази се на удаљености од 58,143 милиона парсека од Сунца. NGC 5172 је још познат и под ознакама UGC 8477, MCG 3-34-41, CGCG 101-57, IRAS 13268+1718, PGC 47330.